# Миронівське джерело
Миронівське джерело виявлене в місті Миронівка, що на Київщині, у 1936 році при бурінні свердловини на території цукрового заводу на глибині 95 метрів.

## Характеристики мінеральної води
У 1944 році інститутом геології АН УРСР був проведений аналіз води із джерела. Було встановлено, що миронівська мінеральна вода відноситься до сильних радонових родовищ, містить 444 еман і має гідрокарбонатно-кальцієво-магнієвий хімічний склад. За хімічними характеристиками Миронівське джерело за ступенем радіоактивності перевершує всі досліджені дотепер води в Україні. Повторні хімічні аналізи, проведені в 1954—1955 роках, показали зростання радіоактивності води з часом, який містить понад 600 еманів. Радонова вода відрізняється значною твердістю, температура її — 8—10 °C.

## Використання
На базі виявлених лікувальних вод в 1957 році була відкрита водолікарня на 10 стаціонарних ліжок і 2 ванни. А в 1958 році вона була перейменована в Миронівську обласну бальнеологічну лікарню підпорядковану Київському облздороввідділу. У 1969 році коштом обласного бюджету побудовано приміщення стаціонару на 100 місць, поліклініки, та бальнеофізіотерапевтичне відділення на 40 ванн. У 1969 році був збудований пансіонат на 100 місць для амбулаторних хворих, який передано надалі на баланс лікарні. В грудні 1997 року пансіонат був переданий безкоштовно на баланс ради сільськогосподарських підприємств Миронівського району.
Основний лікувальний чинник — радон, який добувається із 4 свердловин на території лікарні. Його застосовують у вигляді загальних ванн і гінекологічних зрошень. Радон нормалізує обмін речовин, надає виражену протизапальну, знеболювальну і протиалергійну дію, заспокоює нервову систему, сприяє відновленню втрачених рухових функцій.